# ボーズの○○タイム
ボーズの○○タイム（ボーズのまるまるタイム）とは、エンターブレインが発行しているDVD付きの月刊ゲーム雑誌『ファミ通WaveDVD』に収録されているコンテンツの1つであった。また、このコンテンツの前身である「ボーズの○○やってみよう」も合わせて説明する。

## 概要
スチャダラパーのBOSEがメインとして出演するコーナー。BOSE、フリーライターのローリング内沢、『ファミ通WaveDVD』副編集長（後に編集長）ルパン小島の三人で、ゆるい雰囲気のなか「ゲームを使って様々なことをしてみる」ゲーム番組であるが、コンピュータゲームだけでなくカードゲームや言葉遊びなどが企画されることもある。また、オズマ(OZMA)をはじめとする準レギュラーのスタッフによるノイローゼコンテンツ（後述）が開始前と合間に入るのも特徴。タイトルはゲームの勝敗によって、「□□の○○タイム」（□□はゲームの勝者。例：オズマの○○タイム）になる事もあるが、大抵は1、2回でタイトルが戻る。
『ファミ通WaveDVD』が誌名変更をする前の『GameWaveDVD』の2001年12月号より、「ボーズの○○やってみよう」として開始。当初はBOSEとローリング内沢の2人のみだったが、やがて段々とルパン小島が参加するようになる。また、中期〜後期にはほとんどが『ウイニングイレブン』の特集となっていた。その後メンバーチェンジも食事のチェンジ（後述）もせず、2004年6月号より「ボーズの○○タイム」と題名を変え、ルパン小島がレギュラーに加えられる。そのグダグダな雰囲気を残したまま、2011年3月末の『ファミ通WAVE』休刊まで続いた。
2013年2月に『ボーズのマルマルタイム【犬】』『ボーズのマルマルタイム【猫】』と題して最後のDVD化がなされ、DVD撮りおろし企画「俺たちと11年と団結。」によって11年の歴史に幕を降ろした。

## 出演者

### メイン出演者
ボーズ（スチャダラパー）
スチャダラパーのMCでもあり、ラッパー界きってのゲーム好きとして知られ、ゲームも上手い。番組では主にゲームを楽しんだり、ツッコミを入れたりする。愛犬のコパン（フレンチ・ブルドッグ）がたまにゲストとして登場する。
出演者の中で唯一ノイローゼコンテンツへの出演がない。
ローリング内沢
元『ファミ通』編集員で、現在はフリーライター。既婚者であったが、『ファミ通WAVE』休刊後に離婚。主に進行役を担当し、ややマジメで、あまりボケた所を見せない。ゲームの腕は上手いが、極端なまでにプレッシャーに弱く、それが顕著に現れた企画「俺たちの25分とスーパーマリオの25年」では『スーパーマリオブラザーズ』に対して「もうやりたくない」と弱音を吐く一面も見られた。後期には「内沢監督」「ウツゴロウ」といったキャラクターを演じた。また、2009年7月1日から2011年7月までXbox Liveコンテンツの「インサイド Xbox」の出演とブレーンを担当していた。
ルパン小島
『ファミ通WaveDVD』副編集長、後に編集長。坊主とメガネがトレードマークで、ゲームの腕は自他共に認める下手さ。2004年9月号「ルパン小島はなんでこんなにゲームがヘタなのか」でその原因を科学的に追求した結果、視力の悪さ、手先の悪さ、記憶力の無さ、責任感の無さによるものと分かっている。この調査の際、中学1年生用の学力テストに挑戦し、16点（100点満点中70点合格）という確実に赤点であろう点を取ってしまい、「ファミ通ってこんなんで入れんの？」とボーズに言われている。
ゲームの腕以外にも、番組中ではルパン小島の「人間的に駄目な部分」がフィーチャーされることが多い。
2010年10月号の「アメリカザリガニのキカイノカラダ 実況パワフルプロ野球2010 前編」でポジション決めの際、プロフィールに「ただのバカ」と書かれていたためピッチャーを却下され、その後「ルパンといえばサード」という理由でサードに回された。
レギュラー出演陣の中では一番ノイローゼコンテンツへの出演回数が多い。
『ファミ通WAVE』休刊以降公の場から完全に姿を消していたが、DVD『ボーズのマルマルタイム【犬】』撮りおろし企画「俺たちと、元通りになったような街と人と日々、その距離感を。」に髪を伸ばした状態で登場。「俺の成長を3つ見せたい」と豪語したものの、肝心のゲームの腕は全く成長していなかった。

### サブ出演者
OZMA（オズマ）
スタッフの一人。名前の由来は『はじめの一歩』のジェイソン・尾妻。ほぼ毎回出演するサブ出演者で、警察官のコスプレとサングラスがトレードマーク。無口で、アゴがしゃくれているが、本人曰く「この会社に入ってから（しゃくれと）言われるようになった」。実はゲームの腕は上手く、過去に何度か番組名のタイトルを賭けた戦いに勝利し、「オズマの○○タイム」を企画したことがある。また、毎年クリスマスには不埒な行為がないか東京タワー周辺をパトロールしている。
「ファミ通WaveDVDポッドキャスティング」第64回目の放送で、山岸ディレクターと共に1泊4日の強行軍でオーストラリア取材に行った際、リクエストされたお土産（カンガルーのキンタマで出来た小銭入れ）を買ってこなかったせいでポルノ鈴木の怒りを買い、彼の提案により第66回目の放送時にキンタマでビール瓶の栓を開けさせられている。その時の怨みで、後に大事件と大事件を起こす（ファミ通waveDVDポッドキャスティング#103参照）
初登場は「アメリカザリガニのキカイノカラダ」の『バイオハザード アウトブレイク』回。自身のプレイヤーキャラが警官だったため、警官の格好になった。その後も「キカイノカラダ」にADキムと一緒によく登場している。
SAKEROCKの楽曲「ホニャララ」のPVに「坂田三吉」役として出演。他にも、同じくSAKEROCKの楽曲「会社員と今の私」のPVに「浜野謙太演じるチャラ男の両親と彼女を轢いてしまうドライバー」役としても出演している。
ウケチ
スタッフの一人。かなり太っている。ノイローゼコンテンツによく出演する。ゲームを多人数でプレイする際によく登場するが、内心では主役がボーズなのが気に食わない様子（2006年12月号の「俺たちとテーブルテニスと冠」より）。ゲームの腕はそれなり。
ノイローゼコンテンツの一つで、X JAPANのライブ会場にいたことがある。
「中学生」、「ガロンくん」、「ハルク」、「臭作くん」、「マッハくん」、「しゅこたん」、「初嶋松音」、「力で地面に潜ろうとがんばる海賊」など、演じるキャラクターのバリエーションはかなり多い。
ADキム
おなじくスタッフの一人。ウケチと共に、よく人数合わせの為に出演することが多い。ゲームの腕はそれなり。
得意なゲームと苦手なゲームの差が激しいようで、「アメリカザリガニのキカイノカラダ」では『モンスターハンター』は得意だが、『バトルフィールド バッド カンパニー2』ではアメザリ柳原以上の下手さを見せていた。
OZMAと同じく「アメリカザリガニのキカイノカラダ」にもよく登場している。
後にディレクターに昇格。2013年1月現在、かつての上司であり先輩でもあるルパン小島の上司である。
AD小川
スタッフの一人。ロン毛が特徴。ノイローゼコンテンツに「宇宙人」のキャラクターでよく登場する。
「パワプロ達人」と言われるほど『パワプロ』の腕前が強く、2010年10月号の「アメリカザリガニのキカイノカラダ 実況パワフルプロ野球2010 前編」では非常に能力の高い選手を持参している。その後2011年4月号〜5月号にて行われたリベンジマッチの際には自身が育成したオールAの選手を持参、各ポジションに的確なアドバイスを与えるなど、さながら監督ばりのリーダーシップを発揮した。
現在はディレクターとして「ファミ通生町内会」などを担当している。
マスター
スタッフの一人。名前の通り、『テトリスDS』で7人相手に圧勝するほどの実力を持つ。
ほしのくん
ボーズに憧れる人。非常に無口。2008年2月号「俺たちとほしのくんと笑顔」で、ほしのくんの母親からの依頼で一緒にゲームをし、元気付けている。
2010年3月号「俺たちとほしのくんの笑顔を再び。」では「ボーズ達との体験が刺激的すぎたため失明し、視力は回復したが元気がなくなってしまった」という設定で再登場。『NewスーパーマリオブラザーズWii』をボーズ、ローリング内沢、ルパン小島と共にプレイ。笑顔を取り戻している。
SAKEROCKの星野源が演じるキャラクター。2009年1月号「俺たちとSAKEROCKとおもしろい顔」で正式に星野源として登場した際には、「何故自分が病人の役で出演したのか」と疑問を口にしていた。
山岸聖太
「ボーズの○○やってみよう」「ボーズの○○タイム」担当ディレクター。表立って登場はしないが、ノイローゼコンテンツのインタビュアーやmobyの声などで出演している。
菊谷勇人
「ボーズの○○タイム」プロデューサー。ノイローゼコンテンツ内のデタラメなクレジットで、毎回実名を挙げられている。2009年6月号「俺たちとストリートファイターと時代（後編）」ではナレーションを担当、前編のあらすじの合間合間に大学生時代の思い出（ただしフィクションである）を語った。
ノイローゼコンテンツ「ねこちゃん」「念力サイホーク」「インベーダーペン」では、ハイトーンな絶叫ナレーションを披露。聖太Dからの演出指示は一言「MAXで」のみ。
moby
人形。度々登場しては、企画の主旨・進行などを解説する。「VHS」とプリントされた帽子とサングラスがトレードマーク。操作はキムが、声はボイスチェンジャーで声を変えた山岸聖太がそれぞれ担当している。
mobyの妹
mobyより一回り小さい、mobyと同じ顔でナースの格好をしている人形。フリーライターのポルノ鈴木がラスベガスでの取材時に30ドルで購入。mobyにちょっかいを出されている。乳首がないことがコンプレックス。

## ノイローゼコンテンツ
コーナーの開始前と合間に流れる謎の映像を「ノイローゼコンテンツ」と呼ぶ。コーナー開始前のノイローゼコンテンツには画面端に「死刑宣告同然！」「この淫乱ゴリラ！」「万引き引退か？」といった訳の分からないサブタイトルと共に「ボーズの○○タイム このあとスグ！」と表示され、画面下にはデタラメなクレジットが挿入される。クレジットの最後は「制作著作　ZIGOKU-TV」でしめくくられることから別名「ZIGOKU-TV」と呼ばれている。その内容はスタッフが架空のキャラクターになってインタビューを受けたり、番組のパロディであったり、ツツジの紹介映像であったりと基本的には「よくわからない映像」である場合がほとんどである。

## DVD
- ファミ通DVDビデオ ボーズの○○タイム Vol.1 (2006年12月20日) - 240分
- ファミ通DVDビデオ ボーズの○○タイム Vol.2 (2007年3月14日) - 175分
- 俺たちのゲーム番組 BOSEの○○タイム 【剣】 (2009年6月3日) - 170分
- 俺たちのゲーム番組 BOSEの○○タイム 【盾】 (2009年7月1日) - 217分
- ボーズのマルマルタイム【犬】　(2013年2月22日) - 310分
- ボーズのマルマルタイム【猫】　(2013年2月22日) - 310分

## その他
- 楽屋にはウィニングイレブンが置いてあり、食事は「サンドイッチとおにぎりと焼き菓子」が番組開始当時から変わらず置いてある。
- 過去に登場したゲストには、よゐこの有野晋哉、SAKEROCKの星野源、浜野謙太、ソラ (ゲーム会社)代表、桜井政博、株式会社HORIの大神佳人などがいる。